# الاویل (جورجیا)
الاویل، جورجیا (به انگلیسی: Ellaville, Georgia) یک شهر در ایالات متحده آمریکا با جمعیت ۱٬۶۰۹ نفر است که در جورجیا واقع شده‌است.

## موقعیت جغرافیایی
موقعیت جغرافیایی شهرها و مناطق اطراف به شرح زیر است: